# Antiponemertes allisonae
Antiponemertes allisonae е вид червей от семейство Prosorhochmidae. Видът е застрашен от изчезване.

## Разпространение
Разпространен е в Нова Зеландия (Южен остров).